# Txik Txak
Txik Txak (subtitulado Ipar Euskal Herriko garraio sarea en euskera y Les mobilités du Pays Basque en francés) es la nueva red de transporte del País Vasco norte, gestionada por la Eusko Hirigune Elkargoa.
Fue inaugurada el 2 de septiembre de 2019, agrupando a todas las redes anteriores, tales como Chronoplus, Hegobus, Transports 64 y Kintoa Mugi.
En total posee 2 líneas de tránsito rápido, 39 líneas de autobús, 2 líneas de transporte a la demanda, 6 lanzaderas gratuitas y 2 pasadores fluviales.
Su nombre proviene de la expresión utilizada por los pelotaris para indicar el bote de la pelota en el suelo y su posterior rebote contra la pared del frontón: "txik txak".